# Grabbarna på Fagerhult
Grabbarna på Fagerhult var ett TV-program på Sveriges Television som sändes 1990–1991. I den fyra avsnitt långa serien ägnade sig Jan Guillou, Leif GW Persson och Pär Lorentzon åt jakt, fiske och andra klassiskt "manliga sysslor". Serien kan beskrivas som ett samhällsprogram i jaktmiljö, vid en röd stuga, och har beskrivits som en machopräglad TV-serie.

## Biografi
Trion har även gett ut böcker på liknande tema:
- Stora machoboken (1990) ISBN 91-1-902512-2, Libris 7155530
- Grabbarnas stora presentbok : ett måste för grova grabbar och läskunniga tjejer (1991) ISBN 91-1-912002-8, Libris 7155732
- Grabbarnas kokbok : precis som prinsessornas kokbok fast tvärtom (1992) ISBN 91-1-923212-8, Libris 7156167